# Lisa Hanna
Lisa Hanna (Biddeford, 27 de agosto de 1975) é uma modelo e rainha da beleza da Jamaica que venceu o concurso Miss Mundo 1993.
Ela tinha 18 anos quando venceu a competição, sendo a terceira de seu país a conseguir o título. 

## Biografia
Lisa era de uma típica família da classe média jamaicana. Filha de Rene Hanna, fazendeiro, e Dorothy, cabelereira, e com uma irmã mais velha, mudou-se com a família para Kinsgston quando entrou na escola primária, onde estudou na Immaculate Conception Preparatory School. Ainda no final de sua infância, a família se mudou para Kansas City, nos EU, mas ela voltou para seu país-natal onde fez o ensino médio na Queens High School e onde obteve seu primeiro título, o de Head Girl (em tradução livre: Líder de Turma).
Na escola interessou-se por História, Literatura Inglesa e Artes Marciais, tendo conseguido ser faixa-preta, e atuou na Associação de Pais e Professores (Parent Teacher Association) e no Movimento Jamaicano para o Avanço da Alfabetização (Jamaican Movement for the Advancement of Literacy), além de se envolver com causas sociais como o combate à fome e ao analfabetismo entre os adultos. Como atriz, aos 15 anos atuou em "Rapping", um programa de TV produzido pelo Centro de Produção Criativa de sua escola (Creative Production and Training Center) e estrelou "Enter the Dojo" na Televisão Jamaica.
Após terminar o ensino médio, ela foi voluntária do Candle Light Vigil e do Convention on the Rights of the Child, ambas da ONU, tendo sido a Embaixadora da Boa-Vontade mais jovem a liderar um projeto da ONU na Jamaica.

## Participação em concursos de beleza

### Miss Mundo Jamaica
Hanna venceu o Miss Mundo Jamaica, conseguindo assim o direito de ir ao Miss Mundo.

### Miss Mundo
Hanna venceu Miss Mundo na cidade de Sun City, na África do Sul, no dia 27 de novembro de 1993, se tornando a terceira jamaicana a conseguir o título. No concurso, ela também foi premiada com a faixa de Rainha do Caribe.

## Vida após os concursos

### Vida pessoal
Lisa foi casada com o senador David Panton do Partido Trabalhista, com o qual teve um filho e do qual se divorciou em 2004 quando o casal vivia em Atlanta, Georgia.
Em 2017, casou-se com o empresário Richard Lake.

### Vida profissional
Em 1998, Hanna atuou na comédia romântica “How Stella Got Her Groove Back". Também apresentou o talk show “Our Voices” na Jamaica e co-apresentou o show “Xtra” nos EU. 
De volta à Jamaica em 2004, tornou-se consultora em comunicação do Hilton Hotel em New Kingston.
Ela também trabalha como modelo e voltou aos palcos com Miss Mundo como jurada da competição.

### Carreira política
É membro do Partido Nacional do Povo (People's National Party - PNP) e atualmente (2019) Chefe de Gabinete do Ministério das Relações Exteriores. Também já foi Ministra da Juventude e Cultura entre 2012 e 2016.

## Curiosidade
Outras duas jamaicanas já haviam vencido o Miss Mundo antes de Hanna: Carole Joan Crawford em 1963 e Cindy Breakspeare em 1976.